# Résolution 406 du Conseil de sécurité des Nations unies
 (mars 2025).
Si vous disposez d'ouvrages ou d'articles de référence ou si vous connaissez des sites web de qualité traitant du thème abordé ici, merci de compléter l'article en donnant les références utiles à sa vérifiabilité et en les liant à la section « Notes et références ».
Membres permanents
- Chine
- États-Unis
- France
- Royaume-Uni
- URSS

Membres non permanents
- Allemagne de l'Ouest
- Bénin
- Canada
- Inde
- Libye
- Mauritanie
- Pakistan
- Panama
- Roumanie
- Venezuela

Résolution no 405 Résolution no 407
La résolution 406 du Conseil de sécurité des Nations unies est adoptée le 25 mai 1977.
Après avoir réaffirmé les résolutions 403 (de 1977), 232 (de 1966) et 258 (de 1965) et lu un rapport de la mission au Botswana, le Conseil exprime son plein soutien au gouvernement. du Botswana contre les attaques et provocations continues du « régime raciste illégal » en Rhodésie du Sud.
Le Conseil approuve pleinement le rapport présenté par la mission au Botswana et appelle à une assistance internationale de la part de toutes les agences compétentes des Nations unies et des autres États membres pour divers projets au Botswana. La résolution demande également au secrétaire général Kurt Waldheim de continuer à surveiller la situation et de rendre compte de toute évolution.
La résolution est adoptée sans vote.